# Paravilla mexicana
Paravilla mexicana är en tvåvingeart som beskrevs av Hall 1981. Paravilla mexicana ingår i släktet Paravilla och familjen svävflugor. Inga underarter finns listade i Catalogue of Life.